# The Index
The Index je mrakodrap v Dubaji. Má 80 podlaží a výšku 328 metrů. Výstavba probíhala v letech 2005 – 2010 podle projektu společnosti Foster and Partners. Budova disponuje prostory o celkové výměře 163 471 m2, které jsou využívány jako kanceláře a byty.